# سباستیان یاترا
سباستیان یاترا (انگلیسی: Sebastián Yatra؛ زادهٔ ۱۵ اکتبر ۱۹۹۴) خواننده، و آهنگ‌ساز اهل کلمبیا است. وی از سال ۲۰۱۳ میلادی تاکنون مشغول فعالیت بوده‌است.